# En cada puerto un amor
En cada puerto un amor es una película musical mexicana de 1949 escrita y dirigida por Ernesto Cortázar y protagonizada por Blanca Estela Pavón, Pedro Galindo Galarza y Amalia Aguilar. 

## Argumento
Una actriz cree haber matado a un hombre. Temerosa de la ley, la mujer se esconde en un barco y se enamora del asistente del capitán. La mujer tiene que competir por el amor del hombre con una despampanante rumbera.

## Reparto
- Blanca Estela Pavón
- Pedro Galindo Galarza
- Amalia Aguilar
- Domingo Soler
- Miguel Inclán
- Charles Rooner
- Beny Moré
- Irma Torres